# Pachydactylus amoenus
Pachydactylus amoenus är en ödleart som beskrevs av  Werner 1910. Pachydactylus amoenus ingår i släktet Pachydactylus och familjen geckoödlor. Inga underarter finns listade i Catalogue of Life.